# ضفدع كوربوري
ضفادع الكوربوري (بالإنجليزية Corroboree frog) هما نوعان من الضفادع الصغيرة السامّة الأرضية، موطنها في جنوب تابلياندز في أستراليا. هذان النوعان هما الضفدع الكوربوري الجنوبي (Pseudophryne corroboree) والضفدع الكوربوري الشمالي (Pseudophryne pengilleyi).هما فريدان من نوعهما بين الضفادع في حيث أنها ينتجان سم خاص بها ذاتي بدلا من الحصول عليه من مصدر غذائي كما هو الحال في كل أنواع الضفادع السامة الأخرى.